# Lista chorążych reprezentacji Ugandy na igrzyskach olimpijskich
Lista chorążych reprezentacji Ugandy na igrzyskach olimpijskich – lista zawodników i zawodniczek reprezentacji Ugandy, którzy podczas ceremonii otwarcia nowożytnych igrzysk olimpijskich nieśli flagę Ugandy.

## Chronologiczna lista chorążych
| Lp. | Rok i miejsce     | Chorąży              | Dyscyplina    |
| --- | ----------------- | -------------------- | ------------- |
| 1   | 1956, Melbourne   | b.d.                 |               |
| 2   | 1960, Rzym        | b.d.                 |               |
| 3   | 1964, Tokio       | b.d.                 |               |
| 4   | 1968, Meksyk      | b.d.                 |               |
| 5   | 1972, Monachium   | John Akii-Bua        | Lekkoatletyka |
| 6   | 1976, Montreal    | b.d.                 |               |
| 7   | 1984, Los Angeles | Ruth Kyalisima       | Lekkoatletyka |
| 8   | 1988, Seul        | b.d.                 |               |
| 9   | 1992, Barcelona   | Fred Muteweta        | Boks          |
| 10  | 1996, Atlanta     | Mary Musoke          | Tenis stołowy |
| 11  | 2000, Sydney      | Sande Muhamed Kizito | Boks          |
| 12  | 2004, Ateny       | Joseph Lubega        | Boks          |
| 13  | 2008, Pekin       | Ronald Serugo        | Boks          |
| 14  | 2012, Londyn      | Ganzi Mugula         | pływanie      |
| 15  | 2016, Rio         | Joshua Tibatemwa     | pływanie      |
| 16  | 2020, Tokio       | Kirabo Namutebi      | pływanie      |
| 16  | 2020, Tokio       | Shadiri Bwogi        | Boks          |